# Mike Sandbothe

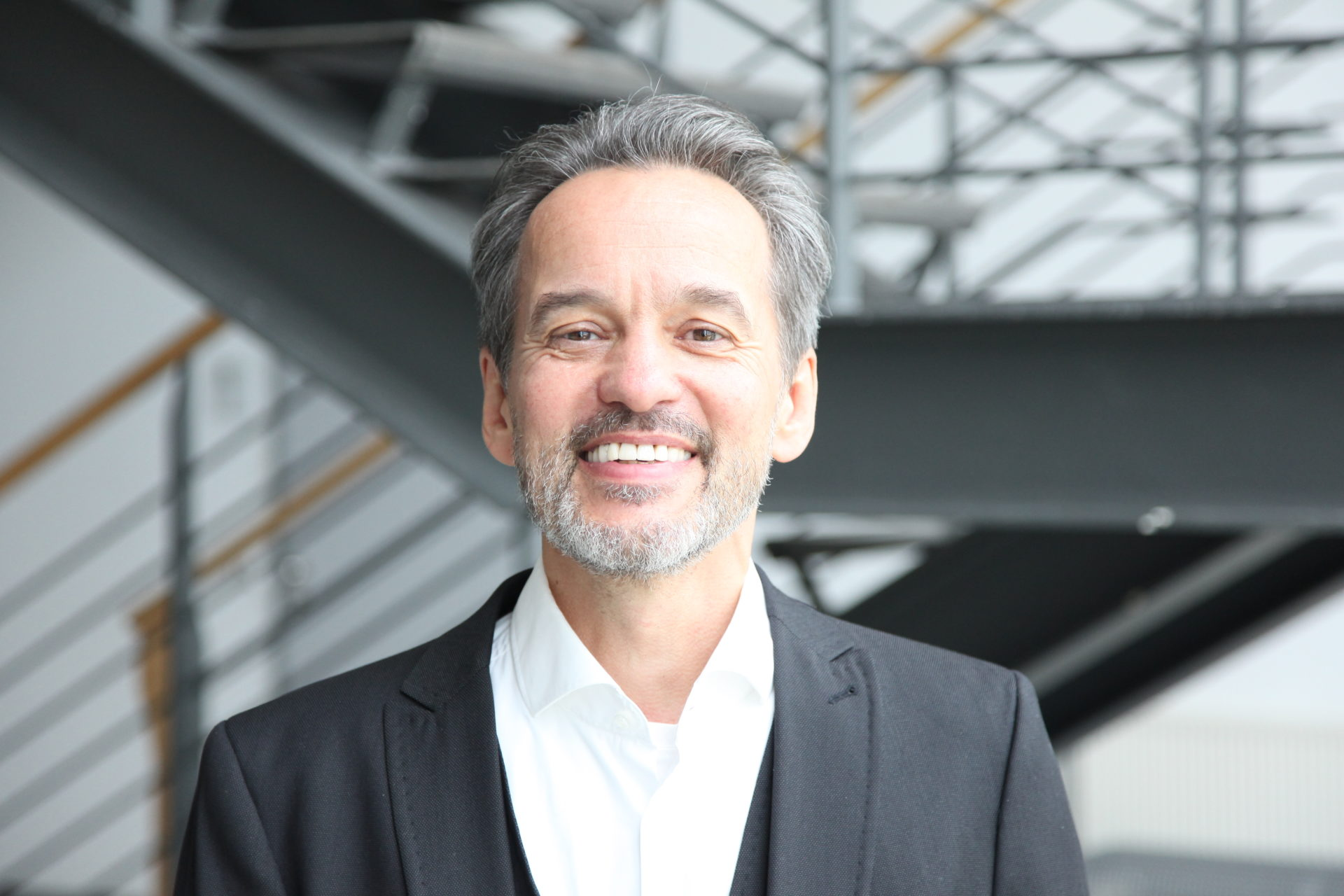
Mike Sandbothe

Mike Sandbothe (* 26. Juni 1961) ist ein deutscher Medienphilosoph und Professor für Kultur und Medien an der Ernst-Abbe-Hochschule Jena.

## Leben
Sandbothe arbeitet als Professor für Kultur und Medien an der Ernst-Abbe-Hochschule Jena. Zuvor hat er als Hochschuldozent für Medienkulturwissenschaft an der Friedrich-Schiller-Universität Jena und als Professor für Medienphilosophie an der Universität der Künste Berlin sowie dem Ålborg Universitetscenter gelehrt. Der Gründer der überregionalen Kooperationsplattform Achtsame Hochschulen ist zertifizierter Trainer für Mindfulness Based Stress Reduction (MBSR) nach Jon Kabat-Zinn und hat eine Ausbildung in der Feldenkrais-Methode absolviert. International bekannt geworden ist er als früher Vertreter der Medienphilosophie sowie als Vertreter eines philosophischen Pragmatismus in Europa. Von 2015 bis 2019 hat er das Innovationsprojekt Gesundes Lehren und Lernen und das Thüringer Modellprojekt Achtsame Hochschulen in der digitalen Gesellschaft geleitet. Seit 2021 gehört er zum Team des Erasmus+ Programms Training Embodied Critical Thinking und ist Geschäftsführer von Achtsam.Digital.

## Privates
Geboren in Essen und aufgewachsen in Velbert lebt Mike Sandbothe inzwischen mit Frau und Kindern in Erfurt.

## Publikationen (Auswahl)
- „Achtsame Hochschulen in der digitalen Gesellschft“, hrsg. von Mike Sandbothe und Reyk Albrecht, Bielefeld: transcript Verlag 2025 (Druckversion und Open Access E-Book)
- „Achtsamkeiten. Übungen für mich, für uns und für die Welt“, München: Arkana 2024 (2. Auflage)
- „Perspektiven pragmatischer Medienphilosophie: Grundlagen-Anwendungen-Praktiken“, Bielefeld: transcript Verlag 2020 (Druckversion und Open Access E-Book)
- „Richard Rorty - From Pragmatist Philosophy to Cultural Politics“, hrsg. von Alexander Gröschner, Colin Koopman und Mike Sandbothe, London, New York u. a.: Bloomsbury 2013 (hard cover), 2014 (paper back)
- „Pragmatismus als Kulturpolitik. Beiträge zum Werk von Richard Rorty“, hrsg. von Alexander Gröschner und Mike Sandbothe, Berlin: Suhrkamp 2011
- Systematische Medienphilosophie (Mithrsg), Berlin: Akademie Verlag 2005, ISBN 3-05-003846-2.
- Donald Davidson/Richard Rorty: Wozu Wahrheit? Eine Debatte (Hrsg.), Frankfurt am Main: Suhrkamp 2005, ISBN 3-518-29291-9.
- MediaSynaesthetics. Konturen einer physiologischen Medienästhetik (Mithrsg), Köln: Herbert von Halem Verlag 2004, ISBN 3-931606-59-7.
- Medienphilosophie. Beiträge zur Klärung eines Begriffs (Mithrsg.), Frankfurt am Main: Fischer 2003, ISBN 3-596-15757-9.
- Pragmatische Medienphilosophie. Grundlegung einer neuen Disziplin im Zeitalter des Internet, Weilerswist: Velbrück Wissenschaft 2001, ISBN 3-934730-39-6.
- Die Renaissance des Pragmatismus. Aktuelle Verflechtungen zwischen analytischer und kontinentaler Philosophie (Hrsg.), Weilerswist: Velbrück Wissenschaft 2000, ISBN 3-934730-24-8.
- Die Verzeitlichung der Zeit. Grundtendenzen der modernen Zeitdebatte in Philosophie und Wissenschaft, Darmstadt: Wissenschaftliche Buchgesellschaft 1998, ISBN 3-534-12807-9.
- Die Wiederentdeckung der Zeit. Reflexionen-Analysen-Konzepte (Mithrsg), Darmstadt: PRIMUS Verlag und Wissenschaftliche Buchgesellschaft 1997, ISBN 3-89678-060-3.
- Zeit – Medien – Wahrnehmung (Mithrsg), Darmstadt: Wissenschaftliche Buchgesellschaft 1994, ISBN 3-534-12569-X.
- Klassiker der modernen Zeitphilosophie (Mithrsg), Darmstadt: Wissenschaftliche Buchgesellschaft 1993, ISBN 3-534-12013-2.

## Sekundärliteratur
- Jan Janzen: „Theorien zu Werkzeugen - Mike Sandbothes Pragmatische Medienphilosophie“, in: Medientheorien. Eine philosophische Einführung, hrsg. von Alice Lagaay und David Lauer, Frankfurt a. M.: Campus 2004, S. 273–295. (in Englisch: „Theories as Tools - Mike Sandbothe's Pragmatist Media Philosophy“, sandbothe.net 2007).
- Mats Bergmann: „The New Wave of Pragmatism in Communication Research“, in: Nordicom Review 2/2008 (pre-publication in: sandbothe.net 2007).
- Reinhard Margreiter: Medienphilosophie. Eine Einführung, Berlin: Parerga 2007 (insbes. S. 201–207).
- Christian Filk/Sven Grampp/Kay Kirchmann: Was ist Medienphilosophie und wer braucht sie womöglich dringender: die Philosophie oder die Medienwissenschaft? Ein kritisches Forschungsreferat, in: Allgemeine Zeitschrift für Philosophie, Bd. 29/1, 2004, S. 39–65.
- Dieter Mersch: Technikapriori und Begründungsdefizit. Medienphilosophie zwischen uneingelöstem Anspruch und theoretischer Neufundierung, in: Philosophische Rundschau, 50/3, 2003, S. 193–219.